# NGC 357
NGC 357 (другие обозначения — MCG −1-3-81, PGC 3768) — двойная линзовидная галактика в созвездии Кит. Джон Дрейер описывал её «слабая, маленькая, нерегулярно круглая, внезапно яркая середина, звезда 14-й величины 20 угловых секунд к северо-востоку».
По оценкам, расстояние до Млечного Пути 110 миллионов световых лет и имеет диаметр около 80 000 световых лет.
Возраст галактики оценивается в 1 миллиард лет.
В той же области неба находятся галактики NGC 347, NGC 349, NGC 350, NGC 355.
Объект был обнаружен 10 сентября 1785 года немецко-британским астрономом Фридрихом Вильгельмом Гершелем. 2 января 1827 галактику повторно наблюдал Джон Гершель.
В 2009 году проводилось фотометрическое сравнение галактики с компьютерной симуляцией задачи n-тел. Модель показала хорошее согласования и указала на то, что большую роль на формирование структуры бара играет обмен углового момента.
Этот объект входит в число перечисленных в оригинальной редакции «Нового общего каталога».